# 肇庆市中医院
肇庆市中医院（南方医科大学附属肇庆中医院、肇庆医学院附属中医医院）是一家三级甲等中医医院，位于中华人民共和国广东省肇庆市端州区端州六路20号，编制床位650张。

## 历史
- 1979年，肇庆市中医院正式成立[3][4]。
- 2024年1月11日，肇庆市中医院综合楼正式开工[5]。
- 2024年8月7日，肇庆市中医院综合楼抗压、抗拔静载试验工作正式启动[5]。
- 2024年8月24日，肇庆市中医院综合楼顺利通过桩基静载试验[5]。